# Fritz Böhme (Bildhauer)

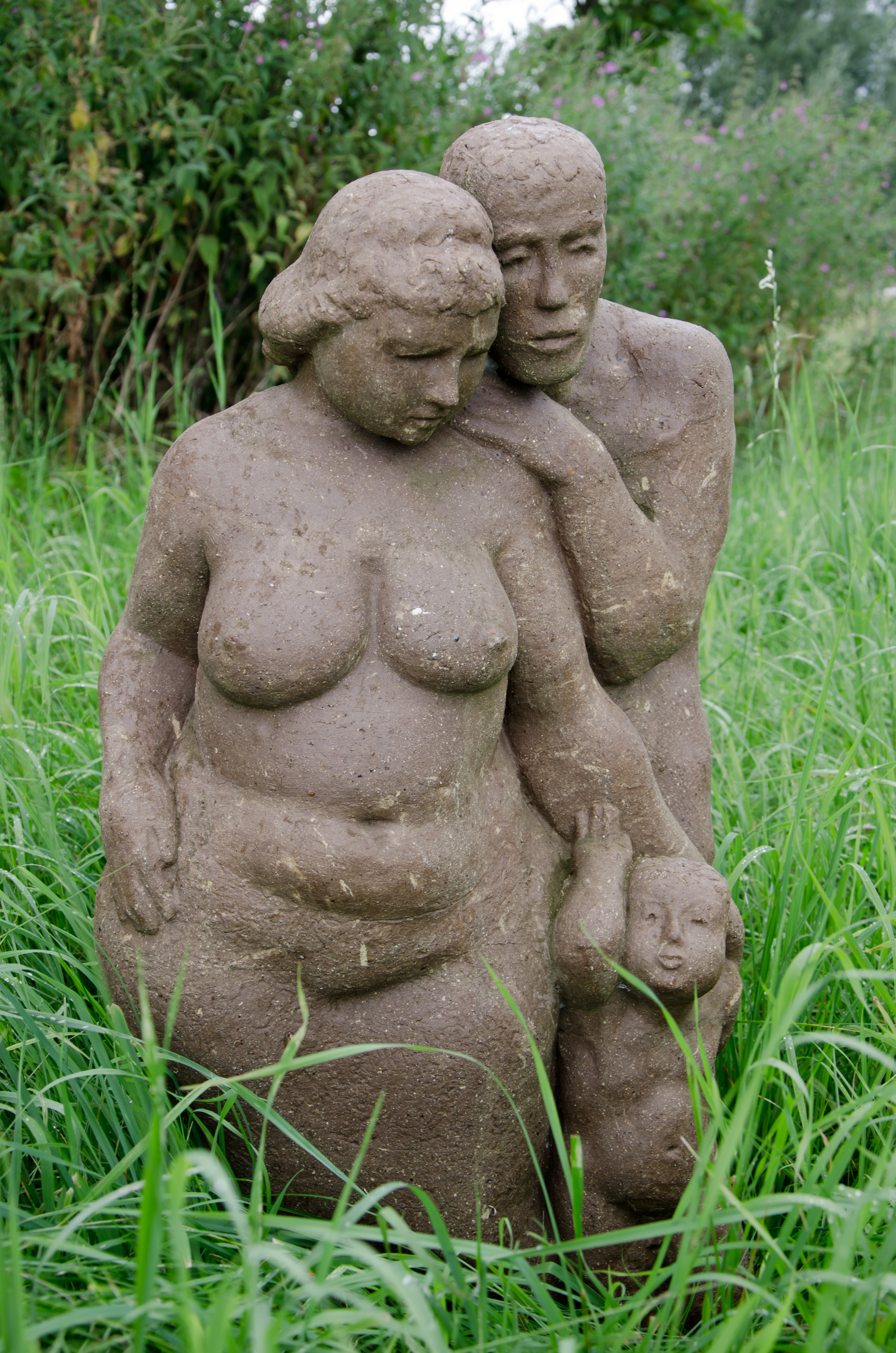
Fritz Böhme – Familie

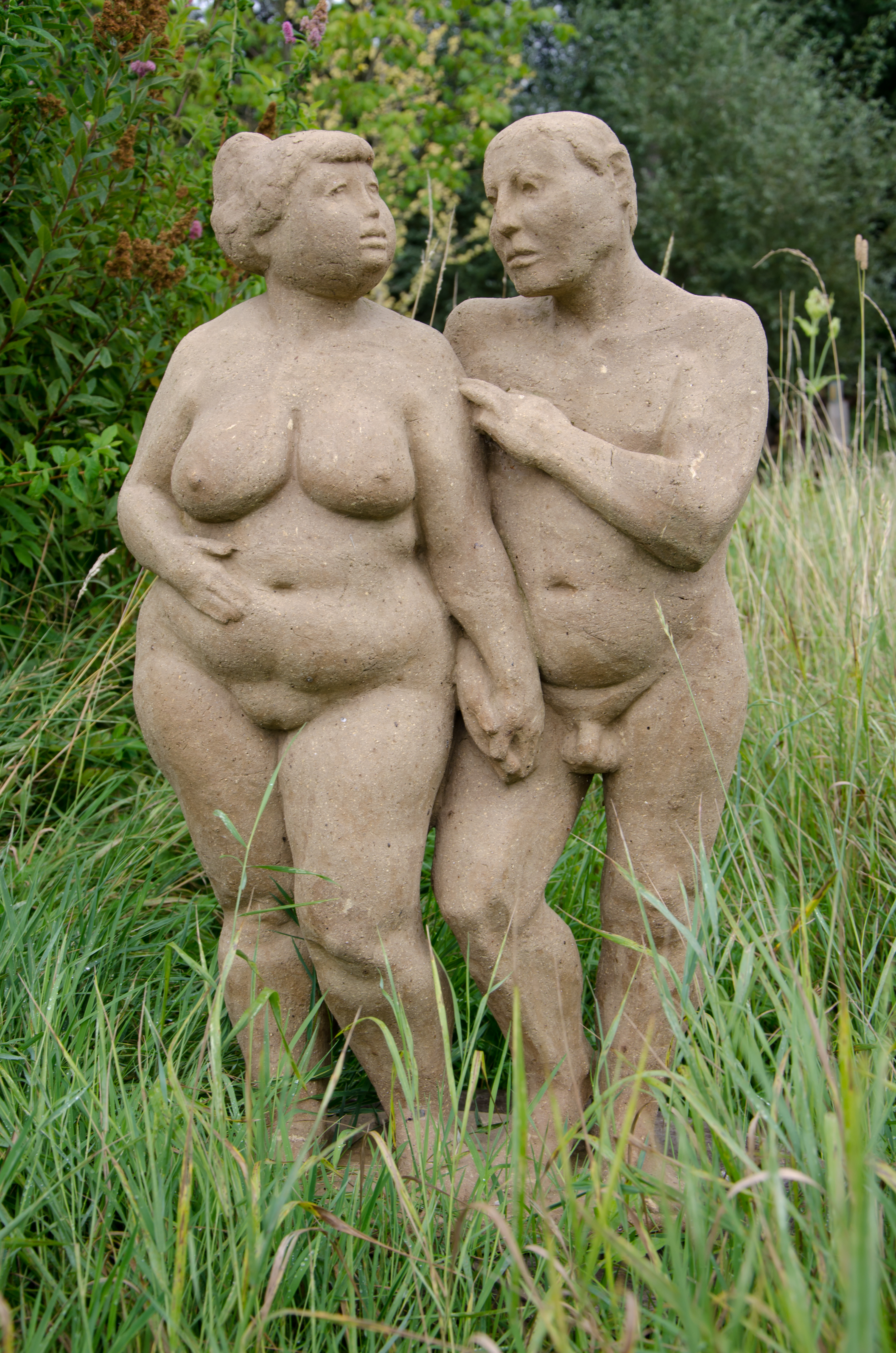
Fritz Böhme – Paar

Fritz Böhme (* 21. Februar 1948 in Glauchau; † 24. September 2013 in Hohndorf) war ein deutscher Bildhauer.

## Leben und Werk
Böhme wuchs in Glauchau auf. Von 1965 bis 1967 absolvierte er eine Lehre als Steinmetz und Steinbildhauer. Danach bildete er sich autodidaktisch zum Bildhauer weiter. Nach dem Dienst bei der NVA arbeitete er in Karl-Marx-Stadt von 1969 bis 1975 als Steinmetz und danach als freischaffender Künstler in seinem Wohnort Hohndorf. 1977 und 1978 beteiligte er sich an den Bildhauer-Pleinairs in Burgas und Osetnica (Polen).
Von 1975 bis 1990 war Böhme Mitglied des Verbands Bildender Künstler der DDR.

## Ehrungen
- 1987: Max-Pechstein-Preis[2]
- 1996: Ernst-Rietschel-Kunstpreis.

## Ausstellungen (unvollständig)

### Personalausstellungen
- 1976: Karl-Marx-Stadt, Galerie Oben (Plastik, Zeichnungen)
- 1977: Meerane
- 1993: Chemnitz, Neue Sächsische Galerie (Skulpturen und Objekte)

### Beteiligung an Ausstellungen
- 1976: Berlin, Nationalgalerie, und Karl-Marx-Stadt („Neuerdings Karl-Marx-Stadt“)
- 1976: Karl-Marx-Stadt, Städtische Museen („Jugend und Jugendobjekte im Sozialismus“)
- 1977: Leipzig, Messehaus am Markt („Kunst und Sport“)
- 1977/1978: Dresden, VIII. Kunstausstellung der DDR
- 1978: Frankfurt/Oder, Galerie Junge Kunst („Junge Künstler der DDR“)
- 1979 und 1985: Karl-Marx-Stadt, Bezirkskunstausstellungen
- 1984/1985 Karl-Marx-Stadt, Städtisches Museum am Theaterplatz („Retrospektive 1945 – 1984. Bildende Kunst im Bezirk Karl-Marx-Stadt“)